# Honjō Shigenaga
Honjō Shigenaga (本庄 繁長?; 12 gennaio 1540 – 29 gennaio 1614), è stato un samurai giapponese del periodo Sengoku che visse dal periodo Azuchi-Momoyama a quello Edo. Shigenaga servì il clan Uesugi ed è famoso per averli traditi. Aveva il titolo Echizen no kami (vecchio titolo equivalente a quello dello Shugo).

## Vita
Shigenaga combatté nella quarta battaglia di Kawanakajima come comandante della retroguadia sinistra, in qualità di servitore di Uesugi Kenshin.
Comunque, nel 1568-1569, dopo la campagna di Kawanakajima si ribellò brevemente contro Kenshin e si alleò con Takeda Shingen, la nemesi di Kenshin, poiché Shigenaga era profondamente insoddisfatto delle ricompense per le sue azioni. Prima uccise Nagao Fujikage, vassallo Uesugi, e catturò il suo castello. Questo tradimento costrinse Kenshin ad assediare il castello di Murakami tenuto da Shigenaga. L'assedio si rivelò estremamente costoso per Kenshin, per via della perdita di Irobe Katsunaga, uno dei suoi generali, ucciso in battaglia, e perché il castello era impervio da conquistare. Nonostante la ribellione contro Kenshin, che durò un anno, Takeda Shingen non lo aiutò, e Shigenaga fu costretto ad arrendersi a Kenshin con la mediazione del clan Ashina. Dopo l'assedio fu perdonato da Kenshin.
Dopo la morte di Kenshin nel 1578 Shigenaga supportò Uesugi Kagekatsu come successore nella disputa di successione al clan. Nel 1588 Shigenaga entrò nuovamente in conflitto con il clan Mogami e il clan Date dove sconfisse un esercito Mogami nella battaglia di Jūgorigahara (十五里ヶ原の戦い?). Quando Mogami Yoshiaki espanse i suoi territori nella regione dello Shōnai (provincia di Dewa) minacciando Yoshiuji Daihoji, questi chiese l'aiuto di Shigenaga. Assieme riconquistarono i territori nello Shōnai per il clan Uesugi. Nel 1598 Uesugi Kagekatsu fu trasferito al castello di Aizuwakamatsu (Prefettura di Fukushima) dallo shogunato Toyotomi, mentre Shigenaga fu trasferito nella regione di Aizu.
Più tardi, durante il conflitto tra i lealisti Toyotomi e Tokugawa Ieyasu, Shigenaga combatté una serie di battaglie contro Date Masamune e Mogami Yoshiaki nell'assedio di Hasedō. Le forze Date attaccarono più volte e si difesero da un attacco a sorpresa alle spalle del loro esercito durante il loro tentativo di conquistare il castello di Fukushima. Il 28 maggio 1601, durante la battaglia di Matsukawa, Shigenaga resistette ad un attacco dei guerrieri di Date Masamune, tra cui Katakura Kagetsuna, Oniniwa Tsunamoto e Yashiro Kageyori. Le sue forze uccisero diversi famosi soldati di Kagetsuna, costringendo Date Masamune a sospendere gli attacchi e ripiegare mentre Shigenega difese con successo il castello di Fukushima dai tentativi d'invasione della coalizione orientale.

## Honjō Masamune
Honjō Shigenaga è particolarmente noto per essere il possessore della famosa spada Honjo Masamune, una katana reppresentativa dello Shogunato durante la maggior parte dell'era Tokugawa. Shigenaga fu attaccato da Umanosuke che già possedeva un certo numero di teste quali trofei. Shigenaga fu attaccato con la Honjō Masamune che gli spaccò l'elmo in due, me egli sopravvisse, vinse e prese la spada come premio. La spada fu tenuta da Shigenaga finché non la mandò al castello di Fushimi tra il 1592 ed il 1595. A corto di fondi fu costretto a vendere la spada a Toyotomi Hidetsugu, nipote e servitore di Toyotomi Hideyoshi. Fu comprata per 13 Mai, 13 O-Ban che erano 13 larghe monete d'oro.